# Bus & Coach of the Year

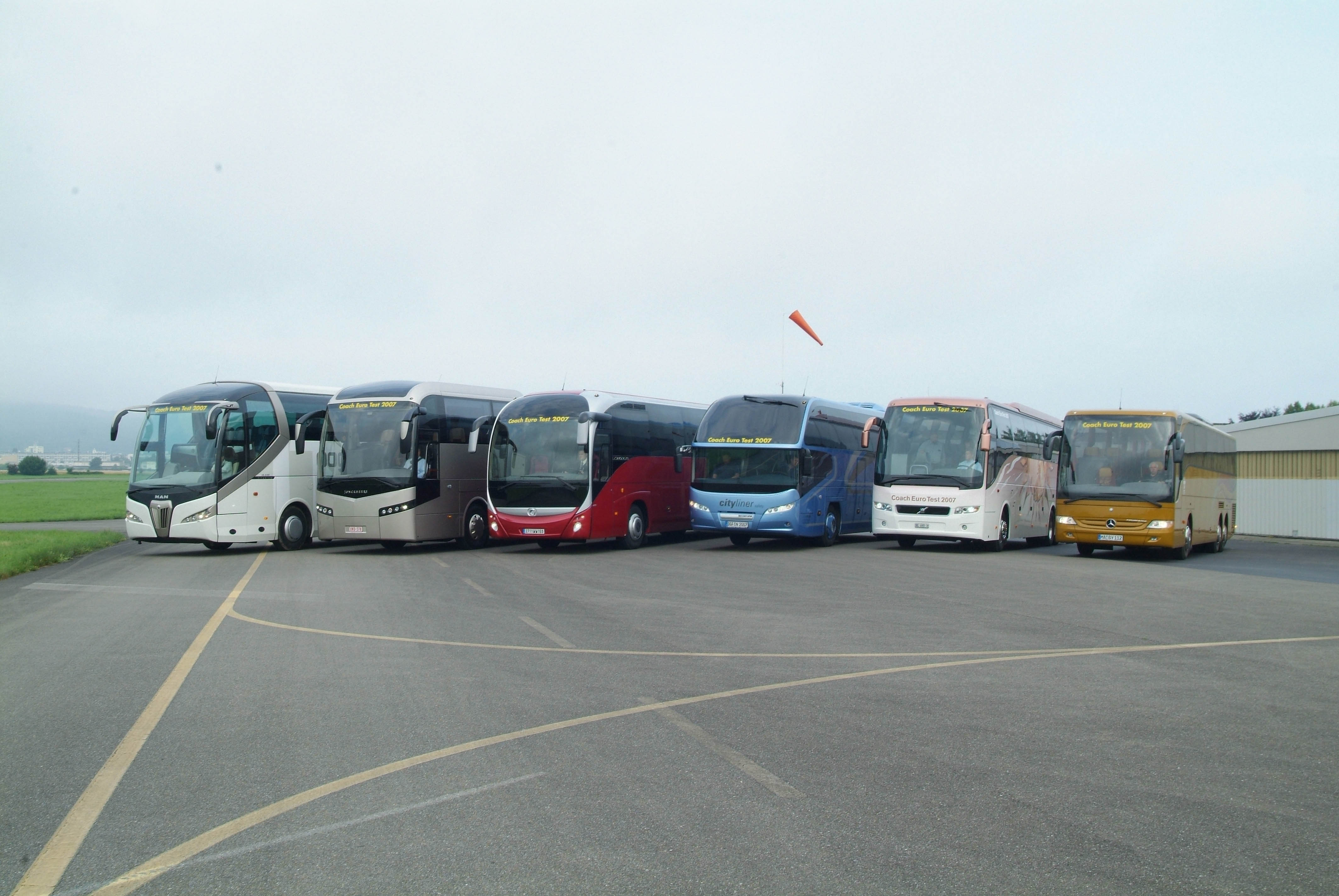
Autocars présentés pour le concours en 2007.

Bus of the Year et Coach of the Year, également connu sous les noms de International Bus of the Year et International Coach of the Year est un titre attribué aux modèles d'autobus et d'autocars sur deux ans, sur le marché européen. Le concours est organisé depuis 1989.

## Les membres du jury
| Pays        | Magazines                        |
| ----------- | -------------------------------- |
| Autriche    | Österreichischer Personenverkehr |
| Belgique    | Transporama                      |
| Bulgarie    | Kamioni, Avtobusi spl.           |
| Croatie     | Kamion & Bus                     |
| Danemark    | Busmagasinet                     |
| France      | Autocar & Bus Infos              |
| Allemagne   | Omnibusrevue                     |
| Grèce       | Car & Truck                      |
| Hongrie     | Camion Truck & Bus Magazin       |
| Irlande     | Fleet Bus and Coach              |
| Italie      | Pullman                          |
| Pays-Bas    | Touringcar & Bus                 |
| Norvège     | Buss Magasinet                   |
| Pologne     | Autobusy TEST                    |
| Roumanie    | Tranzit / Persons Transportation |
| Espagne     | Autobuses & Autocares            |
| Suède       | Trafikforum                      |
| Slovénie    | Transport & Logistika            |
| Suisse      | Bus transNews                    |
| Royaume-Uni | Bus & Coach Buyer                |

## Palmarès

### Autobus
| Titre               | Gagnant                                        | Remise des prix                     | Lieu du test                   | Autres participants                                                                                                  |
| ------------------- | ---------------------------------------------- | ----------------------------------- | ------------------------------ | --- |
| Bus de l'année 1990 | Neoplan Metroliner N 4014 NF                   |                                     |                                | |
| Bus de l'année 1995 | Neoplan Metroshuttle N 4114                    |                                     |                                | |
| Bus de l'année 1997 | Setra S 315 NF                                 |                                     |                                | |
| Bus de l'année 1999 | MAN NL 263 (A21)                               | FIAA Madrid 18 novembre 1998        |                                | |
| Bus de l'année 2001 | Mercedes-Benz Cito - O520                      | FIAA Madrid 22 novembre 2000        |                                | |
| Bus de l'année 2003 | Van Hool NewA330                               | FIAA Madrid 23 octobre 2002         |                                | |
| Bus de l'année 2005 | MAN Lion's City NL                             | IAA Nutzfahrzeuge 21 septembre 2004 |                                | |
| Bus de l'année 2007 | Mercedes-Benz Citaro LE Ü - C1 Facelift - O530 | IAA Nutzfahrzeuge 19 septembre 2006 |                                | |
| Bus de l'année 2009 | Setra S 415 NF                                 | IAA Nutzfahrzeuge 23 septembre 2008 | Berlin, Allemagne 7-9 mai 2008 | - MAN Lion's City NL 273 - H2 - Optare Versa                                                                         |
| Bus de l'année 2011 | VDL-Berkhof Citea CLF-120                      | IAA Nutzfahrzeuge 21 septembre 2010 | Bucarest, Roumanie             | - Mercedes-Benz Citaro C2 - O530 - Otokar Kent 290LF - Temsa Avenue LF - Volvo 7700 Hybrid                           |
| Bus de l'année 2013 | Mercedes-Benz Citaro C2 - O530                 | IAA Nutzfahrzeuge 20 septembre 2012 | Versailles, France             | - Irisbus Citelis 12 Hybrid - MAN Lion's City NL253 Hybrid - VDL Citea LLE-120/225 - Volvo 7900 Hybrid               |
| Bus de l'année 2015 | MAN Lion's City GL CNG                         | IAA Nutzfahrzeuge 2014              | Lucerne, Suisse                | - Iveco Urbanway 18 Full Hybrid - Mercedes-Benz Citaro G C2 - O530 - Scania Citywide LF CNG - VDL Citea SLFA-180/360 |
| Bus de l'année 2017 | Solaris Urbino 12 électrique                   | IAA Nutzfahrzeuge 21 septembre 2016 | Bruxelles, Belgique            | - Ebusco 2.1 - Irizar i2e - Mercedes-Benz Citaro C2 NGT - Van Hool ExquiCity                                         |
| Bus de l'année 2019 | Mercedes-Benz Citaro hybride                   | IAA Nutzfahrzeuge 22 septembre 2018 | Zagreb, Croatie                | - Heuliez GX 337 Linium Elec - Irizar ie Tram                                                                        |
| Bus de l'année 2021 | Irizar IeBus                                   | IAA Nutzfahrzeuge 2020              |                                | |
| Bus de l'année 2023 | MAN New Lion's City E                          | IAA Nutzfahrzeuge 2022              | Hanovre, Allemagne             | |

| Titre               | Gagnant                       | Remise des prix                     | Lieu du test            | Autres participants                                                                                  |
| ------------------- | ----------------------------- | ----------------------------------- | ----------------------- | --- |
| Car de l'année 1991 | Renault FR1 GTX               |                                     |                         | |
| Car de l'année 1992 | Mercedes-Benz O 404           |                                     |                         | |
| Car de l'année 1993 | Setra S 315 HDH               |                                     |                         | |
| Car de l'année 1994 | MAN Lion's Star RH403         | Car & Bus Kortrijk Octobre 1993     |                         | |
| Car de l'année 1995 | Iveco EuroClass HD            | Autobus RAI Maastricht Octobre 1994 |                         | |
| Car de l'année 1996 | Drögmöller E330H EuroComet    | Car & Bus Kortrijk 19 octobre 1995  |                         | |
| Car de l'année 1998 | Van Hool T9 Acron             | Busworld Kortrijk 16 octobre 1997   |                         | |
| Car de l'année 2000 | Neoplan Starliner N516/3 SHDL | Busworld Kortrijk 1999              |                         | |
| Car de l'année 2002 | Setra S 415 HDH               | Busworld Kortrijk 2001              |                         | |
| Car de l'année 2004 | MAN Lion’s Star RHSxx4        | Busworld Kortrijk 17 octobre 2003   |                         | |
| Car de l'année 2004 | Irizar PB - Scania K124EB     | Busworld Kortrijk 17 octobre 2003   |                         | |
| Car de l'année 2006 | Neoplan Starliner L           | Busworld Kortrijk 20 octobre 2005   |                         | |
| Car de l'année 2008 | Volvo 9700 NG                 | Busworld Kortrijk 19 octobre 2007   | Zurich Juin 2007        | - Irisbus Magelys - Mercedes-Benz Tourismo - Neoplan Cityliner - Noge Titanium - VDL Jonckheere      |
| Car de l'année 2010 | Mercedes-Benz Travego M       | Busworld Kortrijk 19 octobre 2009   | Senlis                  | - Barbi Maestro - Neoplan Cityliner C - Plaxton Elite - Van Hool TD920 Altano                        |
| Car de l'année 2012 | VDL Futura FHD2               | Busworld Kortrijk Octobre 2011      | Arendal 1–3 juin 2011   | - Irizar i6 Integral - Setra S 416 GT-HD/2 - Scania TK400EB Touring HD 6x2 - Viseon C13 - Volvo 9500 |
| Car de l'année 2014 | Setra S 515 HD                | Busworld Kortrijk 18 octobre 2013   | Ybbs Juillet 2013       | - Mercedes-Benz Travego M - Van Hool TDX27 Astromega                                                 |
| Car de l'année 2016 | Iveco Magelys                 | Busworld Kortrijk 2015              | Plovdiv 16-19 juin 2015 | - Neoplan Skyliner - Setra S 516 HDH - Sunsundegui SC7 - Temsa HD12 - VDL Futura MD                  |
| Car de l'année 2018 | Irizar I8                     | Busworld Kortrijk 19 octobre 2017   | Mantorp, Suède          | - Iveco Evadys - Mercedes-Benz Tourismo - Neoplan Tourliner - Scania Interlink - VDL Futura FDD2     |
| Car de l'année 2020 | MAN Lion's Coach              | Busworld Bruxelles 19 octobre 2019  | Sibiu, Roumanie         | - Iveco Crossway Natural Power - Setra S 531 DT - VDL Futura FHD2 - Volvo 9900                       |
| Car de l'année 2022 | Neoplan Cityliner             | MAN Bus Forum 14 octobre 2021       | Bled, Slovénie          | - Setra S 511 HD - VDL Futura FDD2 - Volvo 9700 DD                                                   |

### Sources
- Page Wikipedia en anglais[source insuffisante]